# Un'alma innamorata
Un'alma innamorata (HWV 173) è una cantata profana drammatica per soprano e strumenti scritta da Georg Friedrich Händel nel 1707. Altri cataloghi di musica di Händel hanno fatto riferimento al lavoro come HG liiB,92; e HHA v/5,97.

## Storia della composizione
Il lavoro era stato scritto per Francesco Maria Marescotti Ruspoli perché fosse eseguito nella sua tenuta di campagna a Vignanello, vicino a Roma. La fattura del copista è del 30 giugno 1707. È possibile che la parte del soprano sia stata composta per la cantante Vittoria Tarquini (con la quale Handel si dice che avesse avuto una relazione), ed è noto che Vittoria era tra gli ospiti della tenuta a Vignanello al tempo della composizione. Anche se non è certo, il testo della cantata potrebbe essere stato scritto dall'abate Francesco Mazziotti, che era il tutore del figlio maggiore di Ruspoli.

## Struttura della composizione
Anche se il lavoro viene eseguito da una voce femminile, il testo non rivela se la "voce" del testo sia maschio o femmina. Il testo dice che un cuore che è fedele in amore si arrabbia quando viene ferito dall'amore, ma il cantante è felice perché ama più di un solo cuore e respinge le dure leggi e i rigori dell'amore (come definito da Cupido). Il lavoro è scritto per violino e tastiera (con occasionali marcature di basso figurato nel secondo movimento). La cantata contiene tre abbinamenti recitativo-aria.
Un'esecuzione della cantata richiede circa sedici minuti.

## Movimenti
Il lavoro consiste di sei movimenti:
| Movimento | Tipo       | Tonalità            | Metro | Tempo   | Battute | Testo | Note |
| --------- | ---------- | ------------------- | ----- | ------- | ------- | --- | --- |
| 1         | Recitativo |                     | 4/4   |         | 8       | Un'alma innamorata, prigioniera d'amore, vive troppo infelice. Divien sempre maggiore il mal, che non intende, allor che nell'amar schiava si rende. | |
| 2         | Aria       | re minore           | 3/8   |         | 140     | Quel povero core, ferito d'amore sospira, se adira, se vive fedel. Sia il solo dolore geloso timore, le pene e catene martire crudel.                | Include le istruzioni "Da Capo" e "Fine". |
| 3         | Recitativo |                     | 4/4   |         | 7       | E pur benché egli veda morta del suo servir, la speme istessa, vuole col suo languir, viver con essa.                                                | |
| 4         | Aria       | fa maggiore         | 4/4   | Allegro | 77      | Io godo, rido e spero ed amo più d’un core e so ridir perché. Se segue il mio pensiero un vagabondo amore cercate voi dov’è.                         | Include le istruzioni "Da Capo" e "Fine". |
| 5         | Recitativo |                     | 4/4   |         | 5       | In quanto a me, ritrovo del riso ogni diletto, se sprezzo dell'amore le sue severe leggi, ed il rigore.                                              | |
| 6         | Aria       | si bemolle maggiore | 3/8   |         | 37      | Ben impari come se ama in amor chi vuol goder. Non ha pari alla mia brama il rigor del nume arcier.                                                  | Tre sezioni (di 8, 8 e 21 battute) riportano l'indicazione di ripetizione. Termina in fa maggiore. Il ritmo sincopato denota l'indipendenza del cantante da Cupido. Il ritmo è quello di una sarabanda, con il violino e il cantante all'unisono. |

Il numero di battute è il numero nel maniscritto, non inclusi i segni di ripetizione. Quanto sopra è tratto dal volume 52B, dell'edizione Händel-Gesellschaft.